# Zhang Shuqi
Zhang Shuqi (xinès simplificat:张书旗; xinès tradicional:張書旂; pinyin:Zhāng Shūqí) fou un pintor xinès contemporani nascut l'any 1900 i mort el 1957.
El seu nom, en néixer, era el de Zhang Shi-zhong; oriund de Lizhang, al comtat de Pujiang, de la província de Zhejiang. En la seva família hi havia notables artistes. El 1941 per encàrrec del govern xinès va viatjar als Estats Units per promoure l'amistat sino-americana (amb l'esposa del president Chiang Kai-shek mantenia unes bones relacions i fins i tot va ensenyar-li a millorar les seves pintures). Quan acabà la guerra contra el Japó, Zhang va tornar al seu país però finalment va residir als Estats Units on va gaudir de certa fama .Casat amb Helen Fong Chang. Va morir el 1957 a conseqüència d'un càncer.
Pintor cèlebre a la Xina durant els anys 30 i 40 del segle passat Destacava com a pintor de flors i ocells. La seva obra a primera vista sembla una mostra més de la pintura xinesa de caràcter tradicional però Zhang va conéixer les tècniques occidentals. El seu color blanc presentava cinc gradacions. Començà estudiar art a Jinhua. A Xangai va estudiar amb Liu Haisu a l'Acadèmia d'Art. Fou professor a l'Escola Jimei. Una de les seves pintures més coneguda és “Missatgers de la Pau” presentada al president Roosevelt. Es troben obres en els museus de Zhejiang, al Metropolitan Museum de Npva Yprk, a l'Art Gallery of Greater Victoria,, a l'Ashmolean Museum i a la Stanford University..